# Tenora

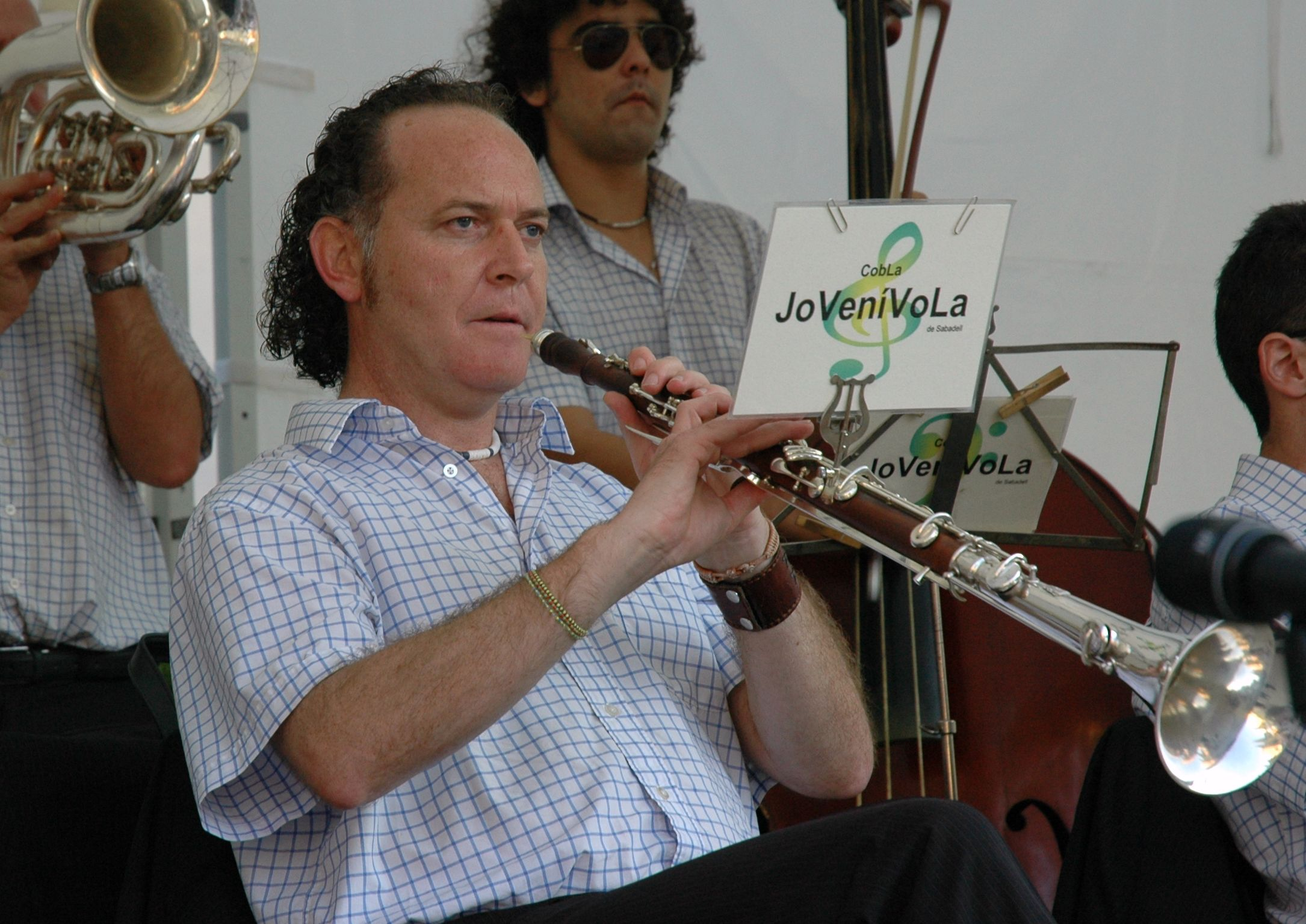
Enric Ortí i Martín sosteniendo una tenora.

La tenora es un instrumento aerófono de doble caña de la familia de las chirimías. Su nombre proviene de la economización de la expresión chirimía tenor, constituyendo uno de los instrumentos más característicos de la cobla y la sardana.

## Historia
El perfeccionamiento de dicho instrumento y su introducción en la cobla fueron llevadas a cabo por Josep Ventura hacia la segunda mitad del siglo XIX. Por encargo del mismo Ventura, Andreu Toron la introduciría en Perpiñán y, tiempo después, Aureli Vila la llevaría consigo a México, a mediados del siglo XX.
En 1933 Josep Coll escribió el llamado Método de tenora y tible, obra base para el correcto manejo del instrumento, mientras que Juli Garreta escribiría lo siguiente sobre la tenora:

Sólo hay un instrumento en el mundo que pueda dar un grito de alegría o de dolor con voz humana y éste es la tenora.

## Constitución
Consta de cinco piezas fundamentales: la caña, el tudel, el cuerpo superior, el cuerpo medio y la campana. Posee también trece llaves tomadas, al estilo del oboe, para que el músico pueda interpretar diferentes notas. Está hecha, básicamente, de madera de azufaifo, a excepción de la campana y las llaves, fabricadas en metal. Al parecer, antiguamente se fabricaba con madera boj y tenía 70 centímetros de largo.
Actualmente mide unos 85 centímetros y suena gracias a la vibración de una doble caña. Se afina en si bemol y permite interpretar piezas del fa2 al sol5.

## Intérpretes
- Albert Martí.
- Aureli Vila.
- Aurore Vizentini.
- Josep Farràs.
- Enric Ortí i Martín.
- Josep Ventura.
- Jaume Vilà.
- Jordi Figaró.
- Jordi Molina.
- Josep Coll i Ligora.
- Josep Coll i Ferrando.
- Josep Mir.
- Josep Gispert.
- Ricard Viladesau.
- Xavier Cornellana i Mangues.